# Crusader: No Remorse
Crusader: No Remorse is een computerspel dat werd ontwikkeld door ORIGIN Systems en uitgegeven door Electronic Arts. Het spel kwam in 1995 uit voor DOS en later voor andere platforms. De spelers speelt een silencer een van de beste soldaten van een elitekorps van het World Economic Consortium. Het doel is om missies uit te voeren op een speelveld dat isometrisch wordt weergegeven. De speler kan naar links en rechts rollen, knielen, springen, rennen en andere acrobatische bewegingen uitvoeren. De speler kan over een heel arsenaal aan wapens beschikken. Gedurende een missie moet de speler vallen ontwijken, deuren openen, alarmen uitschakelen en beveiligingscamera's ontwijken. Om een level te halen moeten er ook kleine puzzels opgelost worden. Tussen de missies verblijft de speler op de basis waar met andere soldaten kan worden gesproken, wapens kunnen worden gekocht en levenskracht aangevuld kan worden.

## Platforms
| Jaar | Platform                 |
| ---- | ------------------------ |
| 1995 | DOS                      |
| 1996 | PlayStation, SEGA Saturn |
| 2011 | Windows                  |
| 2012 | Macintosh                |

## Ontvangst
| Beoordeeld door                 | Platform    | Datum           | Score |
| ------------------------------- | ----------- | --------------- | ----- |
| Coming Soon Magazine            | DOS         | 31 oktober 1995 | 92%   |
| Computer Games Magazine         | DOS         | 18 oktober 1995 | 90%   |
| PC Games (Duitsland)            | DOS         | november 1995   | 89%   |
| Power Play                      | DOS         | oktober 1995    | 87%   |
| WomenGamers.com                 | DOS         | 18 januari 2002 | 85%   |
| NowGamer                        | PlayStation | 1 maart 1997    | 80%   |
| GameSpot                        | SEGA Saturn | 23 januari 1997 | 74%   |
| Electronic Gaming Monthly (EGM) | SEGA Saturn | maart 1997      | 51%   |
| High Score                      | DOS         | januari 1996    | 40%   |
| Game Revolution                 | PlayStation | 4 juni 2004     | 33%   |